# Датчик угла поворота

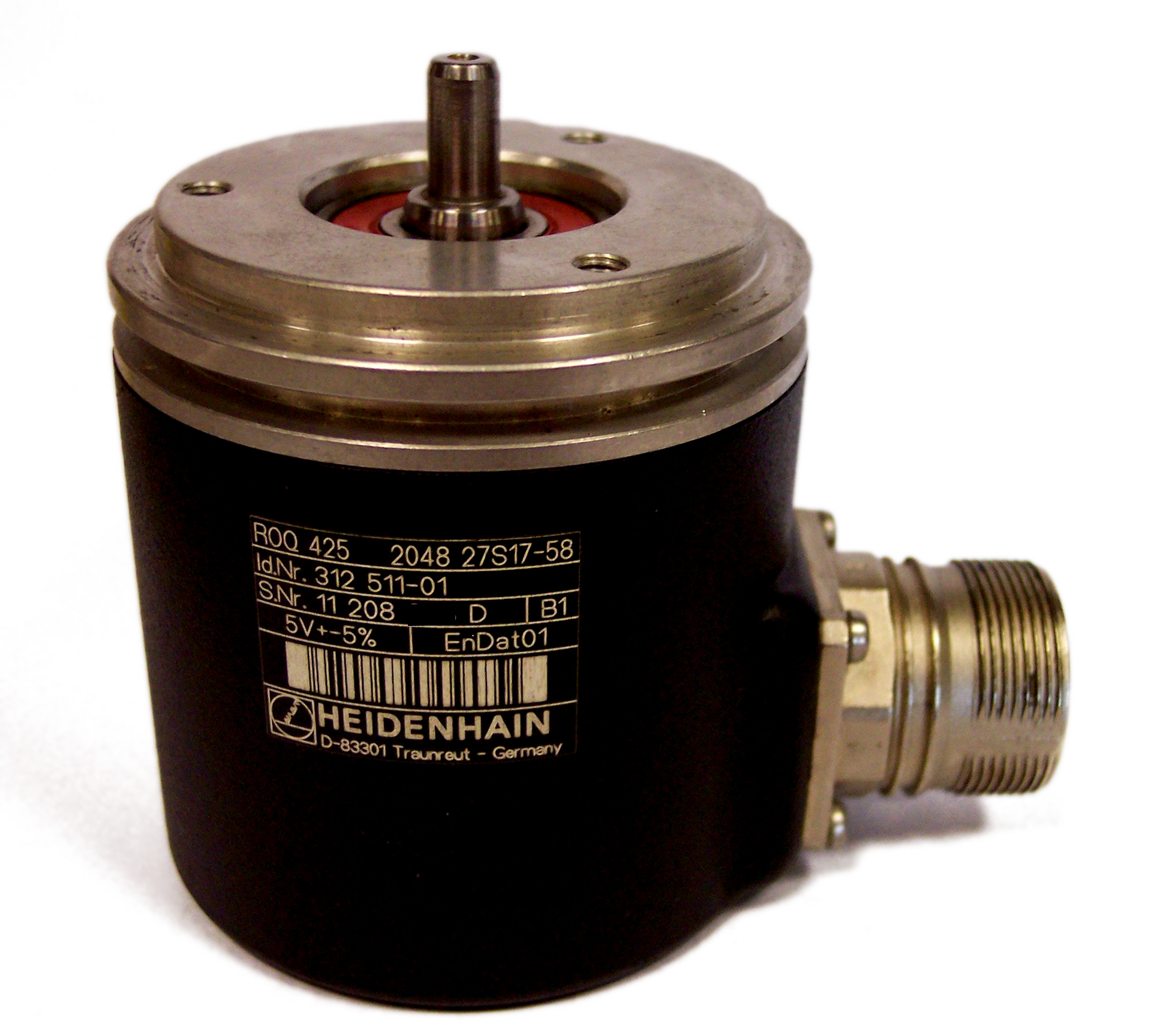
Абсолютный многооборотный (4096 оборотов) ДУП (8192 положения на оборот)

Датчик угла поворота (сокр. ДУП), также энкодер (от англ. encoder — кодирующее устройство) — датчик перемещения, преобразующий угла поворота вращающегося объекта (например, вала) в цифровые или аналоговые сигналы, которые позволяют определить угол его поворота.
Датчики угла поворота имеют множество применений:
- в промышленности (в частности в сервоприводах);
- в робототехнике;
- в автомобилестроении (например, для определения угла поворота рулевого колеса);
- в компьютерной технике (для определения угла поворота колеса компьютерной мыши) и т. п.

## Виды
ДУП подразделяются: 
- по способу выдачи информации на накапливающие (инкрементные) и абсолютные (позиционные);
- по принципу действия — на оптические, резистивные, магнитные, индуктивные, механические;
- по допустимому углу поворота вала — на ДУП с ограниченным диапазоном работы и ДУП с неограниченным диапазоном работы.

## Накапливающие и абсолютные датчики угла поворота

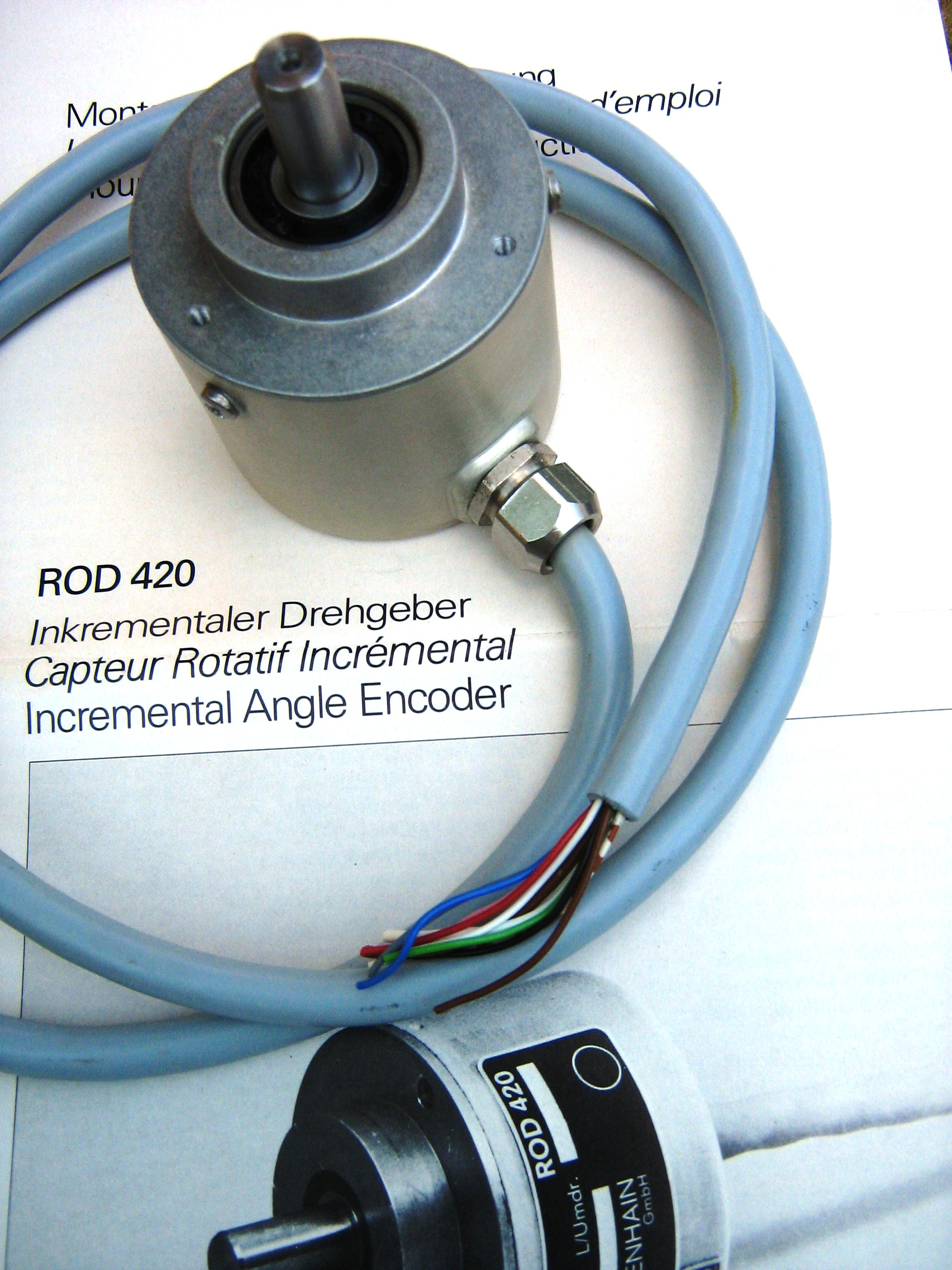
Датчик угла поворота

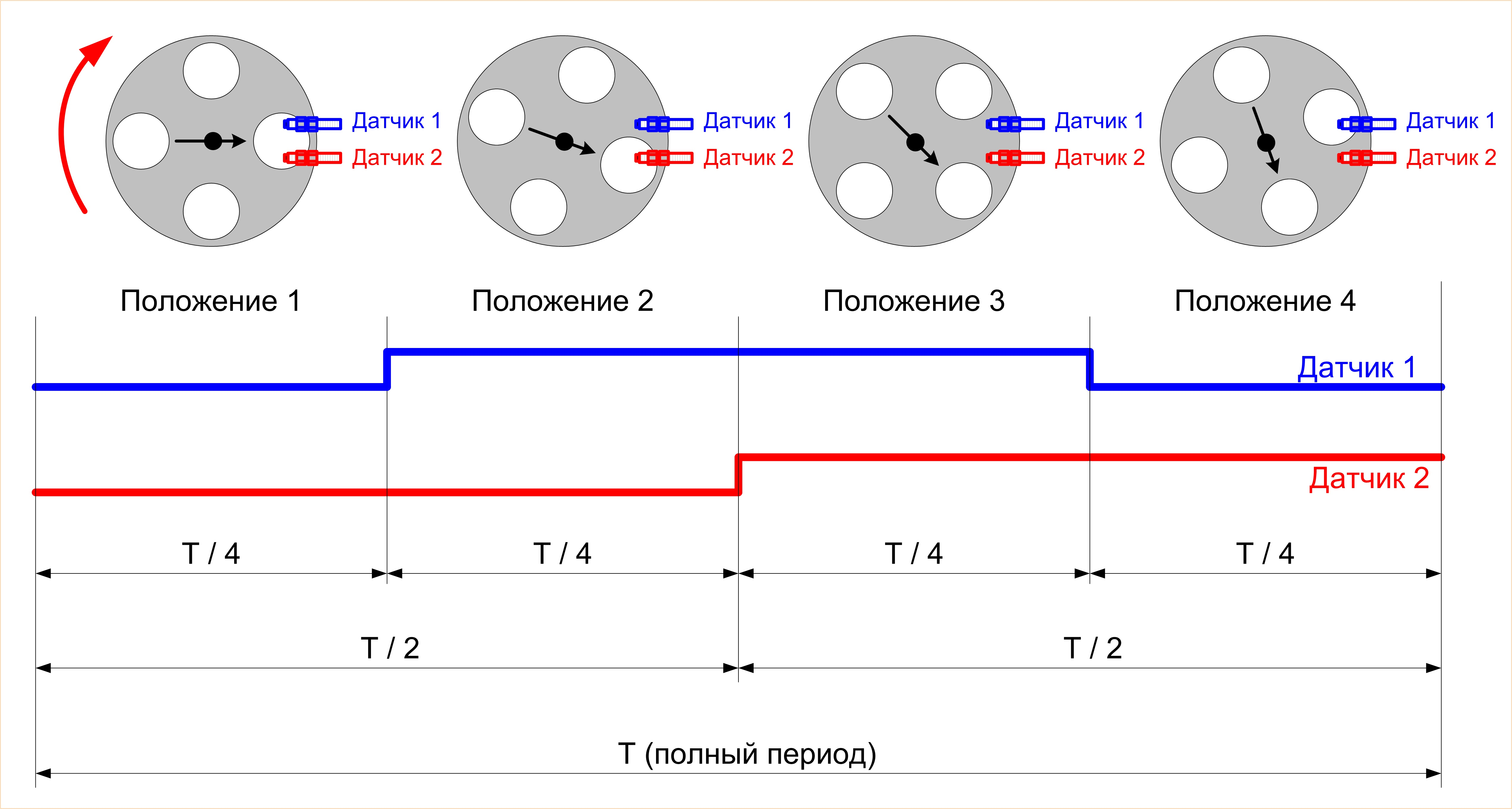
Выходы «синус» и «косинус» накапливающего датчика угла поворота

Накапливающие ДУП, на выходе формируют импульсы, по которым принимающее устройство определяет текущее положение вала путём подсчёта числа импульсов счётчиком. Сразу же после включения накапливающего ДУПа положение вала неизвестно. Для привязки системы отсчёта к началу отсчёта накапливающие датчики имеют нулевые (референтные) метки, через которые нужно пройти после включения оборудования. 

К недостаткам такого типа датчиков угла положения также относится то, что невозможно определить пропуск импульсов от ДУПа по каким-либо причинам. Это приводит к накоплению ошибки определения угла поворота вала до тех пор, пока не будет пройдена нуль-метка. Для определения направления вращения применяются два измерительных канала («синусный» и «косинусный»), в которых идентичные последовательности импульсов (меандр) сдвинуты на 90° относительно друг друга.
Абсолютные ДУП выдают на выходе сигналы, которые можно однозначно интерпретировать как угол поворота вала датчика угла. Датчики угла этого типа не требуют привязки системы отсчёта к какому-либо нулевому положению.

## Оптические датчики угла поворота
Оптические ДУП имеют жёстко закреплённый на валу стеклянный диск с оптическим растром. При вращении вала растр перемещается относительно неподвижного растра, при этом модулируется световой поток, принимаемый фотодатчиком. Абсолютные оптические датчики угла — это датчики угла поворота, в которых каждому положению вала соответствует цифровой выходной код, который наряду с числом оборотов является основным рабочим параметром датчика. Абсолютные оптические ДУП, так же как и накапливающие, считывают и фиксируют параметры вращения оптического диска.

## Магнитные датчики угла поворота

Магнитный ДУП

Магнитные ДУП регистрируют прохождение магнитных полюсов вращающегося магнитного элемента непосредственно вблизи чувствительного элемента, преобразуя эти данные в соответствующий цифровой код или сигнал.

## Механические и оптические ДУП с последовательным выходом
Содержат диск из диэлектрика или стекла с нанесёнными выпуклыми, проводящими или непрозрачными участками. Считывание абсолютного угла поворота диска производится линейкой переключателей или контактов в случае механической схемы и линейкой оптронов в случае оптической. 
Выходные сигналы представляют собой код Грея, позволяющий избавиться от неоднозначности интерпретации сигнала.
Основным недостатком механического ДУПа является дребезг контактов, который может приводить к неправильному подсчёту и определению направления вращения. Оптические и магнитные ДУП лишены данного эффекта.